# Julia Mihály
Julia Mihály (* 1984 in Lüdenscheid) ist Komponistin und Performerin. Ihre Familie stammt aus Transsilvanien und hat deutsche und ungarische Wurzeln.

## Leben
Mihály studierte an der Hochschule für Musik, Theater und Medien Hannover bei Norma Enns (Gesang, Oper) und Joachim Heintz (Elektronische Komposition). Meisterkurse und Workshops (ZKM Karlsruhe, STEIM Amsterdam, Stockhausen Kurse Kürten, Internationale Ferienkurse für Neue Musik Darmstadt) ergänzen ihre Ausbildung. Wichtige Impulse erhielt sie von Jennifer Walshe, David Helbich, Salome Kammer, Karlheinz Stockhausen, Daniel Teruggi und Jamie Griffiths.
Nach Abschluss ihres Studiums 2012 arbeitete sie zunächst hauptsächlich als Interpretin zeitgenössischer Musik sowie als Elektronik-Prformerin. Seit 2018 konzentriert sie sich schwerpunktmäßig auf die Arbeit als Komponistin. Ihre Kompositionen wurden u. a. aufgeführt von Ensemble Resonanz Hamburg, Ensemble Mosaik Berlin, hand werk Köln, Meitar Ensemble Tel Aviv, Hashtag Ensemble Warschau, oenm - Österreichisches Ensemble für Neue Musik Salzburg, Ensemble New Babylon Bremen, dem Synthesizer-Trio Lange/Berweck/Lorenz Berlin, dem GROW Quartett Frankfurt sowie dem Isenburg Quartett aus Offenbach am Main.
Julia Mihály bewegt sich als Komponistin an den Schnittstellen von Neuer Musik, Performance-Kunst und elektronischer Musik. Sie entwickelt mehrschichtige Gesamtkompositionen aus Klang, Video und performativen Elementen, häufig in Verbindung mit elektronischen Medien und starkem inhaltlichem Bezug zu Aufführungsorten. In der Tradition Technologie-basierter Performance stehend, verwendet sie live-elektronische Klangsynthese-Prozesse als Inszenierungsmittel. Schwerpunkte ihrer Arbeiten liegen auf gesellschaftspolitischen Themen der aktuellen Alltags- und Medienkultur wie beispielsweise Ästhetik von Protest und zivilgesellschaftlichem Widerstand, Auseinandersetzung mit Authentizitätsversprechen in performativen Kontexten und künstlerisch-interventionistisches Mitgestalten von öffentlichem Raum.
Mihály war als Komponistin u. a. zu Gast beim Heroines of Sound Festival Berlin, dem Künstler*innenhaus Mousonturm, Hellerau - Europäisches Zentrum der Künste Dresden, SIGNALE Graz, TEMPO REALE Florenz, Akademie der Künste Berlin, SPOR Festival Århus, NTU CCA Centre for Contemporary Arts Singapore, sowie als Interpretin u. a. bei der Biennale Musica di Venezia, der Ruhrtriennale, bei Theater der Welt (2017) in Hamburg und in der Suntory Hall Tokyo,.
Zusammen mit der Dramaturgin Maria Huber arbeitet Julia Mihály unter dem Namen Untere Reklamationsbehörde. Die beiden Künstlerinnen entwickeln kollektiv mit projektbezogenen Gast-Künstler:innen aus der Performance- und Neue Musik -Szene interdisziplinäre Arbeiten, die sie als „Empirisches Musiktheater“ bezeichnen.
2019 erhielt sie das Progetto Positano Stipendium der Ernst von Siemens Musikstiftung und war außerdem mehrfache Preisträgerin der Stockhausen Kurse für Musik und Stipendiatin der Kunststiftung NRW. 2014 nahm sie als ausgewählte Teilnehmerin an den Internationalen Ferienkursen für Neue Musik Darmstadt teil, zu denen sie 2016 als Interpretin sowie 2018 als Tutorin eingeladen wurde.
Julia Mihály unterrichtet am Studio für Elektronische Musik und Akustik (SELMA) an der Hochschule für Musik und Darstellende Kunst Frankfurt am Main sowie am Studio für elektroakustische Musik (SeaM) an der Hochschule für Musik Franz Liszt Weimar.
Sie lebt mit ihrer Familie in Frankfurt am Main.

## Auszeichnungen und Stipendien
Kompositionsaufträge
- KunstFestSpiele Herrenhausen, 2019
- Hellerau - Europäisches Zentrum der Künste, 2019
- Deutschlandfunk (DLF), 2018[6]
- Kulturfonds FrankfurtRheinMain[7]
- Bayerische Akademie der Schönen Künste, 2017
- NTU CCA Centre for Contemporary Art Singapore[8] (2016)
- Non Piano / Toy, Piano Weekend Hamburg (2016, 2017)
- Veranstaltungsreihe Basis Zwei Hannover[9] (2016)
- 2015 Klangbrücken Festival Hannover[10]

Stipendien
- Progetto Positano Stipendium der Ernst von Siemens Musikstiftung (2019)
- 2016–17 Artist in Residence mit Club Bleu am Staatstheater Darmstadt[11] (2017)
- Ausgewählte Teilnehmerin des Composer-Performer Workshops[12] der Internationalen Ferienkurse für Neue Musik Darmstadt (2014)
- Künstlerresidenz am Atelier Klangforschung der Julius-Maximilians-Universität Würzburg (2012)

Auszeichnungen
- Zweiter Preis der Stockhausen Stiftung für Musik (2009)
- Erster Preis der Stockhausen Stiftung für Musik (2007)
- Musikstipendium der Kunststiftung NRW (2007, 2009)
- Erster Preis des Magyar Zene Festivals, Ungarisches Kulturinstitut Bukarest (2008)

## Werke (Auswahl)
- ascending in front of the void, für Ensemble und Zuspielung (2021)
- Main Unter, Elektroakustische Komposition (2021)
- TIME|MACHINES, Licht-Klang-Installation, entwickelt zusammen mit dem Kollektiv Untere Reklamationsbehörde (2021)
- ALLTAGSRAUSCHEN, Empirisches Hörtheater, entwickelt zusammen mit dem Kollektiv Untere Reklamationsbehörde (2021)
- mapping home, audio-visuelle Komposition (2020/21)
- Eine bislang unbekannte Qualität der Trostlosigkeit, Streichquartett, Sandpapier und Zuspielung (2020)
- Terminal X - Building Our Future, Musiktheater im öffentlichen Raum, zusammen mit der Dramaturgin Maria Huber entwickelt (2020)
- Oh, das Universum, denken sie, audio-visuelle Installation (2020)
- Eine bislang unbekannte Qualität der Trostlosigkeit, Streichquartett und Live-Elektronik (2020)
- LAN-Party, Streichquartett und Live-Elektronik (2019)
- Disappointment Diaries, für Ensemble, Live-Elektronik, Zuspielung und Video (2019)
- OLIMPIA CODES, Szenisches Konzert für Ensemble, Live-Elektronik und Zuspielungen, Gemeinschaftskomposition mit Tobias Hagedorn (2019)
- 18WEST - Songs für den Untergang, Szenisches Konzert für 3 Musiker*innen (Schlagzeug, E-Bass, E-Git), Live-Elektronik (2019)
- Grand Hotel Establishment, Szenisches Konzert für 1 Performerin, Live-Elektronik, Sensor-gesteuerte Gegenstände und Video (2018)
- hyperMOODbox, audio-visuelle Installation, Gemeinschaftskomposition mit Annesley Black und Marc Behrens (2018)
- La Rinascita di Marlene, für 1 Performerin, Live-Elektronik, E-Gitarre und Streichtrio (2018)
- The Counting Sisters, für 1 Vokal-Performerin, Live-Elektronik und Video (2017)
- Baby Spin to Superman Reverse Variation, für MIDI - Toy Piano und Elektronik (2017)
- cozy new gastfeindlichkeit, Elektroakustische Komposition (2016)
- Give it to me Engine, Honey! für 1 Sängerin, Laptop und Live-Elektronik (2016)
- antizyʞlisch.momente_von_sinn(un-[d])freiheit.anti.trashɔore.milch., für 1 Vokal-Performerin, Elektronik, Video, Spielzeuginstrumente und 1 Pony (2015/16)
- if you liked my posts I wouldn't need to express myself in real life, für 1 Vokal-Performerin, Live-Elektronik und 5000 Meter Frischhaltefolie (2014)
- Wer von uns weiß noch welchen Weg er geht, für 1 analogen Synthesizer (Doepfer Dark Energy II) und Zuspielungen zu Texten von Rio Reiser (2013/14)
- scape_, Elektroakustische Kompositionsreihe (2013/14)

## Diskografie
- 2016: CD "DARK~asian~ENERGY [singa~core album] bei Gruenrekorder
- 2016: cozy new gastfeindlichkeit auf der Sampler-CD „escape“, Edition DEGEM, Label aufabwegen[13]
- 2011: scape_1 auf der Sampler-CD „wandlungen unplump“, Edition DEGEM, Label aufabwegen